# Numéro d'appel d'urgence
 (mars 2019).
Si vous disposez d'ouvrages ou d'articles de référence ou si vous connaissez des sites web de qualité traitant du thème abordé ici, merci de compléter l'article en donnant les références utiles à sa vérifiabilité et en les liant à la section « Notes et références ».

Utilisation des deux numéros d'appel d'urgence approuvés par l'UIT dans le monde :
112
911
112 et 911
Autre numéro ou pas de redirection

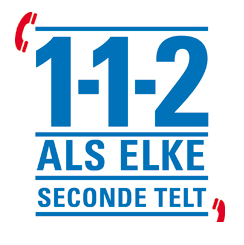
Logo (ici en néerlandais) du 112 : numéro d'appels d'urgence européen.

Les numéros d'appel d'urgence sont des numéros de téléphone permettant de joindre les secours publics vingt-quatre heures sur vingt-quatre et sept jours sur sept. Ce sont en général des numéros courts et gratuits.
Dans cette page, ils sont détaillés, classés par continent et par ordre alphabétique, plusieurs des numéros de téléphone d'urgence de divers pays francophones et beaucoup d'autres pays. Aussi, il y a une autre liste différente de téléphones d'urgence, plus internationaux (et en anglais), consultable ici.

## Afrique
- Algérie :
  - Enfance maltraitée : 3033
  - SAMU : 16 ou 3016
  - Assistance médicale : 115
  - Police : 17 ou 1548
  - Gendarmerie : 1055
  - Protection civile : 14 ou 1021
  - Remarque : La protection civile (pompiers), la police, la gendarmerie et le samu sont en relations permanentes.

- Afrique du Sud : 
  - Protection civile (Secours urgents) : 999
  - Police : 10111

- Bénin : 
  - Secours urgents : 911
  - Pompiers : 119
  - Police : 118

- Côte d'Ivoire :
  - Police : 170
  - Pompiers : 180
  - SAMU : 185
  - SOS Médecin : 03 22 44 53 53
  - CIE : 179 (électricité)
  - SODECI : 175 (eau)

- Cameroun
  - Police : 17 (depuis un téléphone fixe) et  117 (depuis un téléphone portable)
  - Gendarmerie nationale : 13 (depuis un téléphone fixe) et  113 (depuis un téléphone portable)
  - Pompiers : 18 (depuis un téléphone fixe) et 118 (depuis un téléphone portable)
  - SAMU : 19 (depuis un téléphone fixe) et 119 (depuis un téléphone portable)
  - Urgences : 112

- Djibouti : 
  - 17 (police)
  - 18 (pompiers)
- Guinée :

les numéros verts par région administrative de la gendarmerie nationale et sert de liaison avec les autres services pompiers, police, actions sociale, etc. : 
- - Conakry : 122
  - Kindia : 125
  - Boké :  126
  - Mamou : 127
  - Faranah : 128
  - Kankan : 129
  - N'Zerekore : 130
  - Labé :  135
  - Guekedou : 136

- Maroc : 
  - Gendarmerie Royale : 177
  - Direction Générale de la Sûreté Nationale  (Service Police-secours): 19 ou 112
  - Protection Civile (Pompiers, Ambulances...) : 15
  - SAMU (grandes villes uniquement) : 141
  - Assistance Autoroute du Maroc ADM : 5050
  - Information Covid-19 : 0801004747
  - Centre Anti Poison et de Pharmacovigilance du Maroc: 0801000180

- Mauritanie :
  - SAMU : 101
  - Sapeurs Pompiers : 18
  - Police Secours : 17
  - Gendarmerie nationale : 116
  - Protection civile : 118

- Niger : 
  - Police de secours : 17
  - Sapeurs-pompiers : 18

- Ouganda : 
  - Police : 999

- Sénégal : 
  - Police : 17
  - Pompiers : 18

- Somaliland : 
  - Secours médicaux : 909
  - Police : 99

- Tchad : 
  - Police : 17
  - Pompiers : 18

- Tunisie :
  - SAMU (secours médicaux) : 190
  - Garde nationale : 193
  - Garde maritime (secours en mer) : 194
  - Police de secours : 197
  - Protection civile : 198
  - Activité suspecte : 80 101 111

## Amérique du Nord
- Canada : 
  - Police de secours : 911, au Québec, le 811 pour appel non urgent avec un infirmier ou une infirmière. Le 311 est un numéro d'appel non urgent, permettant de joindre les services publics sans encombrer la ligne d'urgence

- États-Unis : 
  - Police de secours : 911, le 311 est un numéro d'appel non urgent, permettant de joindre les services publics sans encombrer la ligne d'urgence

- Mexique : 
  - Police de secours : 911 (toutes urgences)[2] 114 depuis un mobile (Croix Rouge), 767 627 462 (SOS MARINA) depuis un mobile (secours en mer)[3]

## Amérique du Sud, Centrale et Caraïbes
- Venezuela :
  - Police : 911

- Argentine : 
  - Secours médicaux : 107
  - Police : 101
  - Pompiers 100

- Bolivie : 
  - Secours médicaux : 118
  - Police nationale de Bolivie : 110

- Brésil : 
  - Police militaire : 190
  - SAMU : 192
  - Incendie : 110
  - Pompiers : 193

- Chili : 
  - SAMU : 131
  - Pompiers : 132
  - Police : 133
  - Naval rescue :137

- Haïti : 
  - Police : 114
  - Pompiers : 115
  - Croix rouge : 118

- Pérou : 
  - SAMU : 106
  - Secours : incendie et urgences médicales : 116
  - Police - tout type d'urgences : 105

- Uruguay : 
  - Secours médicaux : 105
  - Police : 911
  - Pompiers : 104

## Asie
- Chine : 
  - Police : 110
  - Pompiers : 119
  - Ambulance : 120

- Corée du Sud : 
  - Police : 112
  - Pompiers et ambulances : 119

- Hong Kong : 
  - Police : 999

- Inde : 
  - Police : 100 / 108 / 112
  - Pompier et ambulances : 108 / 112

- Indonésie : 
  - Police : 110
  - Pompiers : 113
  - Ambulance : 119

- Israël : 
  - Police : 100
  - Ambulance : 101
  - Incendie : 102
  - Premiers secours Hatzalah :1221

- Palestine : 
  - Croissant-Rouge : 101

- Japon : 
  - Police : 110
  - Pompiers et ambulances : 119

- Jordanie :
  - Police : 191
  - Secours médicaux et protection civile : 193
  - Protection civile : 198
  - Incendie et secours : 199

- Singapour : 
  - Incendie et secours : 995
  - Police : 999

- Taïwan : 
  - Police : 110
  - Pompiers et ambulances : 119

- Thaïlande : 
  - Ambulances, secours : 1669
  - Police Touristique : 1155
  - Police : 191
  - Pompiers : 199

- Viêt Nam : 
  - Police : 113
  - Ambulance : 114
  - Pompiers : 115

- Liban : 
  - Police : 112
  - Pompiers : 125
  - Croix-Rouge : 140

- Malaisie : 
  - Police, incendie, ambulance, protection civile : 999

- Iran : 
  - Police : 110
  - Pompiers :125
  - Ambulance (croissant rouge) : 115
  - Ambulance sociale : 123

## Europe
- Union européenne et presque tous les autres pays européens : 
  - 112 (toutes urgences) 
 Remarque, certains pays de l'Union européenne ont un ou plusieurs numéros d'urgences en plus du 112
  - 116 000 (enfants disparus) : tous les États sauf la Finlande
  - 116 006 (victime de crime) : 7 États[Lesquels ?]
  - 116 111 (aide à l'enfance) : 23 États[Lesquels ?], France inclus
  - 116 117 (médecin de garde) : 3 États[Lesquels ?] membres, France inclus
  - 116 123 (aide émotionnelle) : 7 États[Lesquels ?]

- Allemagne : 
  - Police : 110
  - Protection civile (secours médicaux et incendie) : 112 ; (*)19222 (* : préfixe téléphonique local) pour les transports sanitaires non-urgents.

- Andorre : 
  - Police : 110
  - Pompiers et urgences : 118

- Arménie[4]
  - Urgences : 112 ou 911[5]
  - Pompiers : 101
  - Police : 102
  - Secours médicaux : 103
  - Urgence gaz : 104

- Autriche : 
  - Pompiers : 122
  - Police : 112 ou 133
  - Ambulance / secours : 144
  - Secours routier : 120 ou 123
  - Urgence fuite de gaz : 128
  - Médecin de garde : 141

- Belgique :
  - Pompiers et ambulances, aide médicale urgente : 100 ou 112
  - Police fédérale : 101
  - Écoute enfants : 103
  - Croix Rouge : aide et intervention en cas de sinistres et catastrophes, mais aussi demandes non urgentes d'ambulance : 105
  - Télé-Accueil : difficultés de vie « Quelqu'un à qui parler 24h/24 » | appel gratuit : 107
  - ChildFocus : centre européen pour enfants disparus et sexuellement exploités : 116 000
  - Centre de prévention du suicide : espace d'écoute et de dialogue | appel anonyme, gratuit, 24h/24 : 1813
  - Centre antipoison : 070/245 245
  - Centre des brûlés : 02/268 62 00
  - Numéro de demande d'intervention non-urgente, activé en cas de risque d'inondation ou de tempête, par exemple : 1722
  - Médecine de garde : 1733
  - Alcooliques anonymes : informations, sur les groupes AA, leur localisation et horaire des réunions, 24h/24 : 078/15 25 56
  - Info-Drogues : service de consultation psychologique et sociale, 24h/24 : 02/227 52 52
- Bulgarie : 
  - Secours médical : 150
  - Police pour accident de la route : (2) 165
  - Police : 166
  - Aide aux touristes : vol... : 2 82 71 51

- Chypre :
  - Communauté grecque, zones britanniques : 199 ou 112 (numéros uniques)
  - Communauté turque : 199 (pompiers), 112 (urgence médicale), 155 (police)

- Croatie : 
  - Pompiers : 193 / 112
  - Secours médicaux : 194 / 112
  - Police : 192

- Danemark : 
  - Toutes urgence : 112

- Espagne : le 112 est le numéro unique dans tout le pays ; cependant, d'autres numéros spécifiques sont toujours en vigueur (la plupart gratuits ou avec un coût réduit) :
  - Information et assistance routière : 011
  - Violence à caractère sexiste : 016
  - Secours médicaux : 061
  - Guardia Civil : 062
  - Pompiers municipaux : 080
  - Pompiers des communautés autonomes : 085
  - Police nationale : 091
  - Police municipale : 092
  - Protection civile : 1006
  - Enfants disparus : 116 000
  - Trafic de femmes et enfants exploitées sexuellement : 900-10-50-90
  - Aide aux enfants et aux adolescents : 900-20-20-10
  - Service d'information toxicologique : 915-62-04-20
  - Croix rouge espagnole : 902-22-22-92

- Estonie : 
  - 112 (aide médicale, pompiers)
  - 110 (police)

- Finlande :
  - Accident : 100 22
  - Numéro d'appel d'urgence européen : 112
  - Secours maritime : 02 04 1000

- France[6],[7]
  - Gendarmerie / police (Police secours) : 17 ou 112
  - SAMU (secours médicaux) : 15 ou 112
  - Sapeurs-pompiers : 18 ou 112
  - SOS sourd / malentendant : 114 (Accessible par fax, SMS, smartphone, ordinateur uniquement), (toutes urgences)
  - SAMU social (SOS Sans Abri) : 115
  - Enfants disparus : 116 000
  - Enfance en danger - en cours de mise en service et destiné à remplacer à terme le 119 : 116 111[8],[9]
  - Médecin de garde : 116 117 [10]
  - Enfance maltraitée : 119
  - Urgence aéronautique (à utiliser dans le cas d'accident ou de disparition d'un aéronef) : 191
  - Urgence maritime (à utiliser par des témoins d'accidents maritimes depuis le littoral ; en mer, le moyen privilégié reste le canal 16 de détresse maritime) : 196
  - Alerte enlèvement / attentats (ce numéro sera activé uniquement dans le cadre du déclenchement de l'alerte enlèvement, ou d'une alerte attentat) : 197[11]
  - Centre de consultation médicale maritime, téléphone, radiotéléphone marine, Inmarsat (M et Mini M) 32 ou 38 : 00 33 5 34 39 33 33
  - Spéléo Secours Français : 0 800 121 123
  - Info Covid-19 pour questions non médicales, ouvert de 9h à 19h : 0 800 130 000
  - Centres antipoison : ANGERS  •  02 41 48 21 21 (Bretagne, Centre-Val de Loire, Normandie, Pays de la Loire) / BORDEAUX  •  05 56 96 40 80 (Nouvelle-Aquitaine) / LILLE  •  08 00 59 59 59 (Hauts-de-France) / LYON  •  04 72 11 69 11 (Auvergne-Rhône-Alpes) / MARSEILLE  •  04 91 75 25 25 (Provence-Alpes-Côte d'Azur, Corse, La Réunion, Mayotte) / NANCY   •  03 83 22 50 50 (Grand Est, Bourgogne-Franche-Comté) / PARIS  •  01 40 05 48 48 (Île de France, Guadeloupe, Martinique, Guyane) / TOULOUSE  •  05 61 77 74 47 (Occitanie)[12]

- Gibraltar : 
  - Police, ambulance : 199
  - Pompiers : 190

- Grèce :
  - Police : 100 / 112
  - Secours médicaux : 166 / 112
  - Incendie : 199 / 112

- Hongrie : 
  - Secours médicaux : 104
  - Incendie : 105
  - Police : 107
  - Numéro européen : 112

- Islande : 
  - Numéro européen : 112

- Italie : 
  - Gendarmerie italienne, (Carabinieri) : 112
  - Police : 113
  - Enfance maltraitée : 114
  - Sapeurs-pompiers, (Vigili del fuoco) : 115
  - SAMU (Secours médicaux) (S.S.U.E.M.) : 118

- Liechtenstein : 
  - Aide médicale : 144
  - Pompiers : 118
  - Police : 117

- Lettonie : 
  - Numéro européen : 112
  - Secours médicaux - direct : 113

- Lituanie : 
  - Incendie et secours : 01
  - Police : 02
  - Secours médicaux : 03

- Luxembourg : 
  - Corps grand-ducal d'incendie et de secours : 112
  - Police grand-ducale : 113

- Macédoine du Nord : 
  - Pompiers : 193
  - Secours médicaux : 194
  - Police : 192

- Malte : 
  - Secours médical : 196
  - Pompiers : 199
  - Police : 191

- Moldavie : 
  - Incendie et secours : 901
  - Police : 902
  - Secours médicaux : 903

- Monaco : 
  - Pompiers, assistance médicale : 18
  - Police : 17

- Monténégro : 
  - Sapeur-pompier : 93
  - Secours médicaux : 94
  - Police : 92

- Norvège : 
  - Incendie et secours : 110
  - Secours médicaux : 113
  - Police : 112

- Pays-Bas : 
  - Numéro européen : 112

- Pologne : 
  - Police : 997
  - Incendie : 998
  - Secours médicaux : 999
  - Numéro européen : 112

- Portugal : 
  - Police de secours : 112
  - Incendie de forêt : 117
  - SAMU (secours médicaux) : 808 242424

- République d’Irlande : 
  - 999 / 112

- Roumanie : 
  - Secours médicaux : 961
  - Incendie : 981
  - Police : 955
  - Numéro européen : 112

- Royaume-Uni : 
  - 999 / 112
  - 111 (urgences légères)

- Serbie : 
  - Pompiers : 193
  - Secours médicaux : 194
  - Police : 192
  - Secours routier : 1987
  - Numéro européen : 112

- Slovaquie : 
  - Pompiers : 150
  - Aide médicale urgente :155
  - Police : 158
  - Numéro européen : 112

- Slovénie : 
  - Police : 13

- Suède : 
  - Numéro européen : 112

- Suisse : Seuls 6 numéros publics sont officiellement urgents pour la Confédération[13],[14] :
  - Numéro d'appel d'urgence : 112
  - Police : 117
  - Pompiers : 118
  - La main tendue : 143
  - Secours médicaux : 144
  - Centre désintoxication : 145
  - Ligne d'aide pour les enfants et les jeunes : 147
  - Autres (privés)
    - Secours routier : 0800.140.140 opéré par quatre sociétés de dépannage dont le TCS
    - Intoxication : 145  Tox Info Suisse
    - REGA : 1414 [15]. et Air Glaciers : 1415
    - Missing Children Switzerland :116 000
- République tchèque : 
  - Pompiers : 150
  - Aide médicale urgente : 155
  - Police : 158
  - Police urbaine : 156
  - 112 : Numéro européen

- Russie : 
  - Incendie et secours : 01
  - Police, militsia : 02
  - Secours médicaux : 03
  - Fuite de gaz : 04

- Turquie : 
  - Tout service de secours (santé d'urgence, police, pompiers, garde-côte, etc.): 112
  - Municipalité locale: 153
  - Alerte gaz : 187
  - Notice électrique : 186
  - Avis d'eau : 185
  - Ivresse : 114
  - Violence domestique et soutien social : 183

- Ukraine : 
  - Incendie et secours : 01
  - Police : 02
  - Secours médicaux : 03

- Vatican : 
  - Services de sécurité, protection civile, gendarmerie, pompiers : (+39) 06 698 112

Pays d’Europe n’ayant pas le 112 actuellement :
- Albanie : 
  - Secours médicaux : 17
  - Pompiers : 18
  - Police : 19

- Biélorussie :
  - Incendie et secours : 01
  - Police, militsia : 02
  - Secours médicaux : 03
  - Fuite de gaz : 04

- Bosnie-Herzégovine : 
  - Pompiers : 93
  - Secours médicaux : 94
  - Police : 92

- Vatican : 
  - Police : 113
  - Secours médicaux : 118
  - Pompiers : 115

## Océanie
- Australie : 
  - Police fédérale :  000, 131 444

- Nouvelle-Zélande : 
  - Police, ambulance, pompiers : 111

## Principe en France
La France compte 150 000 appels d'urgence par jour dont 1 200 à 1 500 appels par jour par million d'habitants aux numéros 112/18 des pompiers.
Les appels aux numéros d'urgence transitent par un routeur qui redirige les numéros courts vers des numéros fixes du réseau téléphonique commuté (RTC) lorsque ces numéros fixes fonctionnent. Toutefois, les numéros fixes des services d'urgences peuvent être affectés par des pannes du réseau téléphonique.

## Appels sans carte SIM
En France, depuis 2004, il est impossible d'effectuer des appels d'urgences sans avoir de carte SIM dans son téléphone :
Le blocage des appels émis à partir des portables sans carte SIM recommandé par le rapport a été mis en place par le Gouvernement début 2004. Il a permis de réduire de 40 % les appels polluants et donc, d'autant les appels induits pris en charge par les SDIS.

## Principe en Europe
Dans l'union européenne, le numéro d'appel d'urgence est encadré par la législation depuis 2002.

« Les États membres prennent toutes les mesures nécessaires pour assurer l'intégrité du réseau téléphonique public en positions déterminées et, en cas de défaillance catastrophique du réseau ou dans les cas de force majeure, l'accès au réseau téléphonique public et aux services téléphoniques accessibles au public en positions déterminées. Les États membres veillent à ce que les entreprises fournissant des services téléphoniques accessibles au public prennent toutes les mesures appropriées pour garantir un accès ininterrompu aux services d'urgence. »

— Article 23 de la directive 2002/22/CE du Parlement européen et du Conseil du 7 mars 2002

« Les États membres veillent à ce que les appels dirigés vers le numéro d'appel d'urgence unique européen "112" reçoivent une réponse appropriée et soient acheminés jusqu'à leurs destinataires de la façon la mieux adaptée à l'organisation nationale des systèmes d'urgence, compte tenu des possibilités technologiques offertes par les réseaux. »

— Article 26 de la directive 2002/22/CE du Parlement européen et du Conseil du 7 mars 2002

## Histoire
À l'instar de plusieurs pays occidentaux où un tel système était déjà en place, le ministère de la Santé français demandait qu'un numéro d'appel d'urgence gratuit lui soit réservé, mais ce n'est qu'en 1978 que le numéro 15 lui a été attribué à titre expérimental pour deux ans. En 1986, chaque SAMU reçoit le numéro 15 comme numéro d’appel unique au niveau d’un département.
Depuis 2019, aux Pays-Bas, la communication d'un unique numéro d'urgence de remplacement suffit en cas de panne du numéro d'urgence principal.
Depuis 2024, EmerGa, une association française de secourisme reconnue d'intérêt général, développe EmerGa, une application mobile initialement conçue par Hervé Yvis sous le nom de FABA. Cette application mobile permet un accès rapide aux services d'urgence du monde entier via une interface visuelle intuitive,,.
Panne française en 2021
En 2021, à 16 h 45 mercredi 2 juin la France connait sa première panne des services d'urgence, qui concerne divers services mais aussi le 112,. Seuls neufs appels sur dix émis depuis un téléphone fixe peuvent être acheminés et seuls huit appels sur dix émis depuis un téléphone mobile peuvent être acheminés.
Le dysfonctionnement a porté sur l’interconnexion entre les services voix mobile, voix sur IP d’une part et ceux hébergés sur le réseau commuté (la plupart des numéros d’urgence étant sur cette technologie) d’autre part, à la suite d'une opération de modernisation et d’augmentation capacitaire du réseau, débutée début mai, pour répondre à l’accroissement du trafic.
Le rapport interne d'un opérateur national suggère que les perturbations de réseau téléphoniques sont survenues au moment d'une opération de modernisation du service d'interconnexion des nouvelles technologies de l'information (téléphonie mobile et téléphonie IP) utilisées par une majorité de clients et du classique réseau téléphonique commuté utilisé par les services de secours.
Le dysfonctionnement provenait d'un bug dans les logiciels de calls servers et se produisait au moment des commandes usuelles de reconnexion.